# Paralimna flavitarsis
Paralimna flavitarsis är en tvåvingeart som först beskrevs av Ichiro Miyagi 1977.  Paralimna flavitarsis ingår i släktet Paralimna och familjen vattenflugor. Inga underarter finns listade i Catalogue of Life.